# Luangwa
 For alternative betydninger, se Luangwa (flertydig). (Se også artikler, som begynder med Luangwa (flertydig))
Luangwa (portugisisk: Rio Aruângua), der løber i det sydlige Afrika, er en 806 km lang, venstre biflod til Zambezi, og en af de fire største floder i Zambia. Floden oversvømmer generelt omgivelserne i regntiden (december til marts) og falder derefter betydeligt i den tørre sæson. Det er en af de største fritløbende floder i Det sydlige Afrika og den omkringliggende dal, er hjemsted for et rigt dyreliv.

## Flodens løb
Den vandrige flod har sit udspring i de høje grænsebjerge i Zambia og Malawi vest for den nordlige ende af Malawisøen, Mafinga-bakkerne, foden af Porotobjergene og de nordlige Muchingabjerge nær byen Isoka. Den løber dog væk fra søer for at løbe i sydvestlig retning gennem det østlige Zambia. Floden snor sig gennem det vanskeligt tilgængelige, tyndt befolkede, brede og høje lavland i North Luangwa National Park og Luambe National Park gennem South Luangwa nationalpark. Dens afvandingsområde er angivet som mellem 160.000 og 148.000 km². Verdens største koncentration af flodheste lever i Luangwa-dalen. I den tørre sæson er de begrænset af den skrumpende flod og bassiner og ses let, især i isolerede bassiner.
I dens nedre del danner den grænse til Mozambique og løber ud i i Zambezi lige knap 80 km længere mod syd, ved grænsetrekanten Mozambique-Zambia- Zimbabwe nær byen Zumbo.
I nærheden af byen Mporokoso er der en anden flod i Zambia kaldet Luangwa og besøges på grund af Mumbulumavandfaldet.

## Geografi
Luangwadalen er omgivet af høje klippeflader over lange strækninger, hvilket gør den ufremkommelig de fleste steder i øst-vestlig retning. Højdeforskellen mellem toppene og dalbunden er op til tusind meter, især i den nordlige del af flodløbet.